# Zawada (gromada w powiecie bocheńskim)
Zawada – dawna gromada, czyli najmniejsza jednostka podziału terytorialnego Polskiej Rzeczypospolitej Ludowej w latach 1954–1972.
Gromady, z gromadzkimi radami narodowymi (GRN) jako organami władzy najniższego stopnia na wsi, funkcjonowały od reformy reorganizującej administrację wiejską przeprowadzonej jesienią 1954 do momentu ich zniesienia z dniem 1 stycznia 1973, tym samym wypierając organizację gminną w latach 1954–1972.
Gromadę Zawada z siedzibą GRN w Zawadzie utworzono – jako jedną z 8759 gromad na obszarze Polski – w powiecie bocheńskim w woj. krakowskim, na mocy uchwały nr 18/IV/54 WRN w Krakowie z dnia 6 października 1954. W skład jednostki weszły obszary dotychczasowych gromad Zawada, Nieszkowice Wielkie, Wola Nieszkowska i Nieprześnia ze zniesionej gminy Wiśnicz Nowy oraz Pogwizdów ze zniesionej gminy Bochnia w tymże powiecie. Dla gromady ustalono 23 członków gromadzkiej rady narodowej.
31 grudnia 1961 do gromady Zawada przyłączono wsie Sobolów, Buczyna i Grabina ze zniesionej gromady Sobolów.
Gromada przetrwała do końca 1972 roku, czyli do kolejnej reformy gminnej.